# Верещагин, Александр Александрович (педагог)
Александр Александрович Верещагин (21 декабря 1910 — 19 января 1996) — советский педагог, более 20 лет был директором школ на Кольском полуострове. Директор первой школы города Североморска. Заслуженный учитель школы РСФСР. Участник Великой Отечественной войны.

## Биография
Родился 21 декабря 1910 года в деревне Сопки Тверской губернии.
Окончил Новгородский педагогический техникум, затем Ленинградский государственный педагогический институт имени Герцена.
С 1935 года — директор средней школы города Апатиты. В 1937 году был снят с должности за родственные связи с «врагами народа», однако добился восстановления;
С 1939 года — директор школы в городе Полярный. Член ВКП(б) с 1941 года.

### В годы войны
Участник Великой Отечественной войны, принимал участие в боевых действиях в Северной Карелии, Свирско-Петрозаводской и Восточно-Прусской наступательных операций
На фронте с августа 1941, начинал как лейтенант, помощник начальника штаба Отдельного Мурманского стрелкового полка Мурманской стрелковой бригады (в октябре 1941 — 5-й стрелковой бригады), с октября 1941 — 1044-го полка 289-й стрелковой дивизии 32-й армии Карельского фронта на Кестеньгском и Масельгском направлениях.
С 1944 года — начальник оперативного отделения штаба 176-й Мазурской Ордена Суворова II степени дивизии 31-й армии 3-го Белорусского фронта.
В 1945 году — начальник отдела штаба советской зоны оккупационных войск в Австрии. Подполковник.

### После войны
В 1947—1959 и 1964—1966 годах — директор школы № 1, в 1959—1964 годах — заведующий городским отделом народного образования города Североморска.
А. А. Верещагин был первым директором первой школы города — школы № 1 — в октябре 1947 года несколько домов посёлка Ваенга (будущий город Североморск) были предоставлены под школу, в неё привозили учиться детей со всех ближайших посёлков.
Умер 19 января 1996 года в деревне Турны Тверской области.

## Оценка педагогической деятельности
Последователь идей Погодина М. А. Инициатор соединения обучения с производственным трудом, установления связей школ с Северным флотом и воинскими частями. Организатор первого в Мурманской области лагеря труда и отдыха школьников.— Педагогическая энциклопедия Мурманской области, 2001 год.

В октябре 2007 старейшая в городе средняя школа № 1 разменяла седьмой десяток. А история её началась в 1947 году в поселке Ваенга. Собственного здания у школы тогда не было, и классы располагались в нескольких домах. Учиться сюда приезжали ребята даже из соседних поселков. Поднимали школу самоотверженные педагоги. Самый трудный период становления в послевоенные годы лег на плечи первого директора — участника боевых действий подполковника в отставке Александра Александровича Верещагина. — 

Директором школы был Александр Александрович Верещагин. Мы его называли вторым Сухомлинским. Он старался видеть в людях только хорошее, а если приходилось журить детей или учителей за плохие поступки, то делал это очень тактично.— из воспоминаний учительницы Валентины Николаевны Бреевой

## Награды
Ордена Отечественной войны I степени (29.06.1945, 1945) и II степеней (12.07.1944, 1985), «Знак Почета» (1966), медаль «За боевые заслуги» (13.04.1942).
Заслуженный учитель школы РСФСР.

## Интересный факт
В городе Североморске несколько школ имели № 1 и в дальнейшем произошла путаница с их историей — произошло так в том числе и оттого, что когда А. А. Верещагина попросили возглавить новую школу он согласился, но с одним условием, что это вновь будет школа № 1. Так в августе 1961 года часть учеников и учителей прежней школы № 1 переехали в только что построенное здание новой школы на ул. Кирова 19, а школа в прежнем здании стала № 10.